# لويد غاستون
لويد غاستون (بالإنجليزية: Lloyd Gaston)‏ هو عالم عقيدة وأستاذ جامعي أمريكي، ولد في 1929 في مورغانتاون في الولايات المتحدة، وتوفي في 2008.